# Condado de Oconto
El condado de Oconto (en inglés: Oconto County), fundado en 1851, es uno de 72 condados del estado estadounidense de Wisconsin. En el año 2000, el condado tenía una población de 35,634 habitantes y una densidad poblacional de 14 personas por km². La sede del condado es Oconto.

## Geografía
Según la Oficina del Censo, el condado tiene un área total de 2,976 km², de la cual 2,585 km² es tierra y 391 km² (13.15%) es agua.

### Condados adyacentes
- Condado de Marinette (noreste)
- Condado de Brown (sur)
- Condado de Shawano (suroeste)
- Condado de Menominee (oeste)
- Condado de Langlade (oeste)
- Condado de Forest (noroeste)

## Demografía
En el censo de 2000, había 35,634 personas, 13,979 hogares y 10,050 familias residiendo en el condado. La densidad poblacional era de 14 personas por km². En el 2000 había 19,812 unidades habitacionales en una densidad de 8 por km². La demografía del condado era de 97.76% blancos, 0.13% afroamericanos, 0.78% amerindios, 0.20% asiáticos, 0,01% isleños del Pacífico, 0.24% de otras razas y 0.88% de dos o más razas. 0.67% de la población era de origen hispano o latino de cualquier raza.

## Localidades

### Ciudades, pueblos y villas
- Abrams
- Bagley
- Brazeau
- Breed
- Chase
- Doty
- Gillett (pueblo)
- How
- Lakewood
- Lena (pueblo)
- Little River
- Little Suamico
- Maple Valley
- Morgan
- Mountain
- Oconto Falls (pueblo)
- Oconto (pueblo)
- Pensaukee
- Riverview
- Spruce
- Stiles
- Townsend
- Underhill

### Áreas no incorporadas
- Krakow (parcial)
- Sobieski
- Stiles